# Вільгельм Кампхаузен
Вільгельм Кампхаузен (нім. Wilhelm Camphausen, 8 лютого 1818, Берлін — 18 червня 1885, Берлін) — німецький живописець-баталіст.

## Біографія
Вільгельм Кампхаузен народився 8 лютого 1818 року у місті Дюссельдорфі.

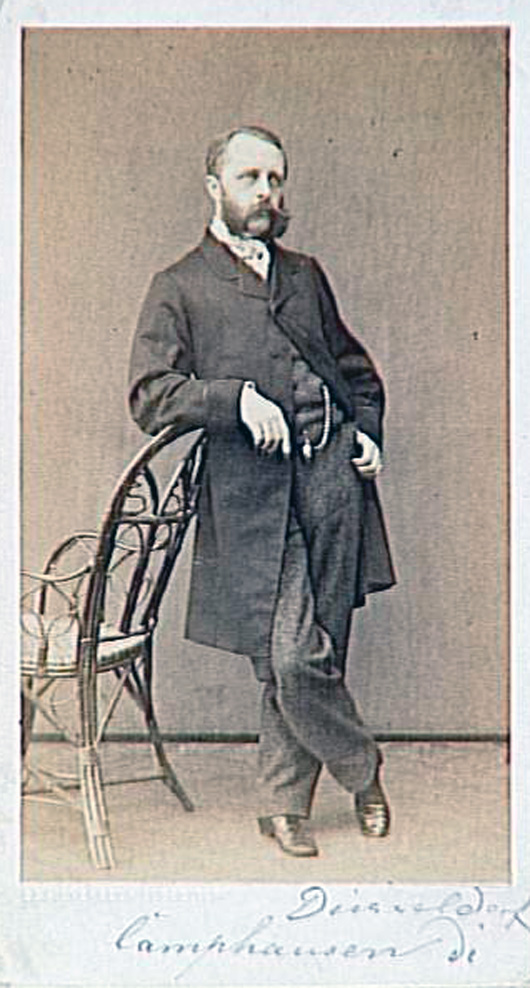
Вільгельм Кампхаузен

Після підготовки у Альфреда Ретеля (нім. Alfred Rethel) вступив до Дюссельдорфської академії мистецтв, де працював під керівництвом Карла Фердинанда Зона та Фрідріха Вільгельма фон Шадова.
Перші його твори, які привернули загальну увагу, були: «Тіллі при Брейтенфельді» (1841), «Принц Євген Савойський під Белградом» (1843) та деякі інші. Ще більший успіх прийшов до Кампхаузен після 1850 року, коли він представив публіці картини на теми з історії Фрідріха Великого і сценами війни з Наполеоном I після вигнання його з Росії під час Вітчизняної війни 1812 року. Твори ці, що відрізняються при помірному реалізмі чудовим малюнком і вмілою композицією, доставили йому 1859 року звання професора і члена Берлінської академії мистецтв та Академії образотворчих мистецтв міста Відня.
Після участі у шлезвіг-голштинській кампанії, він зобразив кілька ключових епізодів з неї («Дюппель після штурму», «Перехід до Альсену» та ін.). Їм написано також кілька епізодів із пруссько-австрійської війни, зокрема, «Взяття австрійського прапора при Наході».
Картини, що відтворюють сцени з франко-німецької війни («Наполеон при Седані», «Зустріч князя Бісмарка з Наполеоном» та інші), згідно з ЕСБЕ: «значно поступаються його колишнім роботам». Останніми серйозними творами працьовитого художника були: велика картина, що зображує урочисте повернення імператора Вільгельма до Берліна після перемоги над Францією, і настінний живопис у берлінській «Ruhmeshalle».
Крім ряду прекрасних робіт у галузі батального живопису, пензля художника належать також ряд чудових портретів (зокрема, кінний портрет Фрідріха II виставлений у Художньому музеї Дюссельдорфа) та ілюстрацій до деяких видань дюссельдорфського товариства «Malkasten».
Вільгельм Кампхаузен помер 18 червня 1885 року у рідному місті.

## Галерея

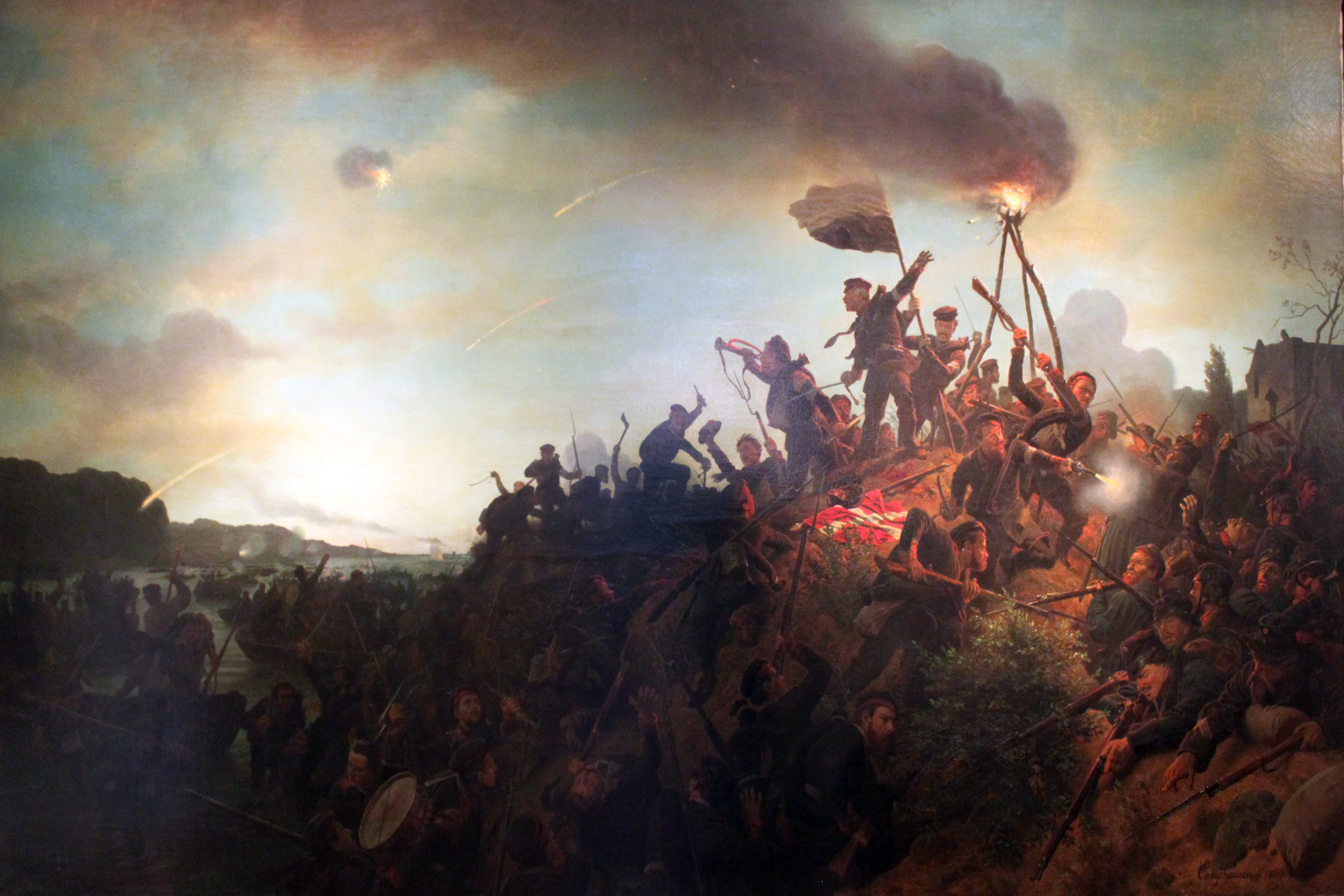
Прусські війська штурмують датський острів Альсен. Німецький історичний музей, Берлін.
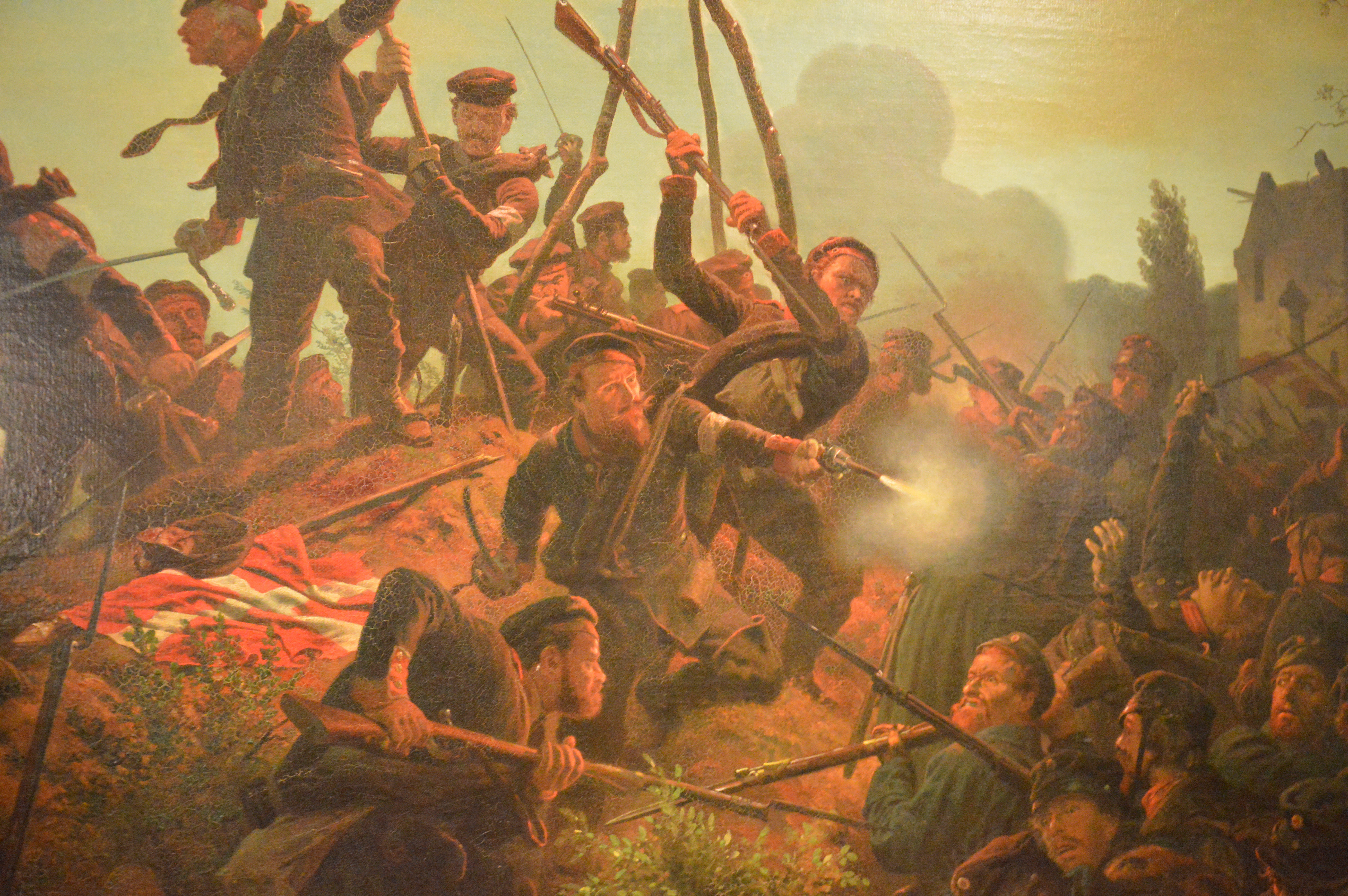
Та сама картина. Фрагмент.
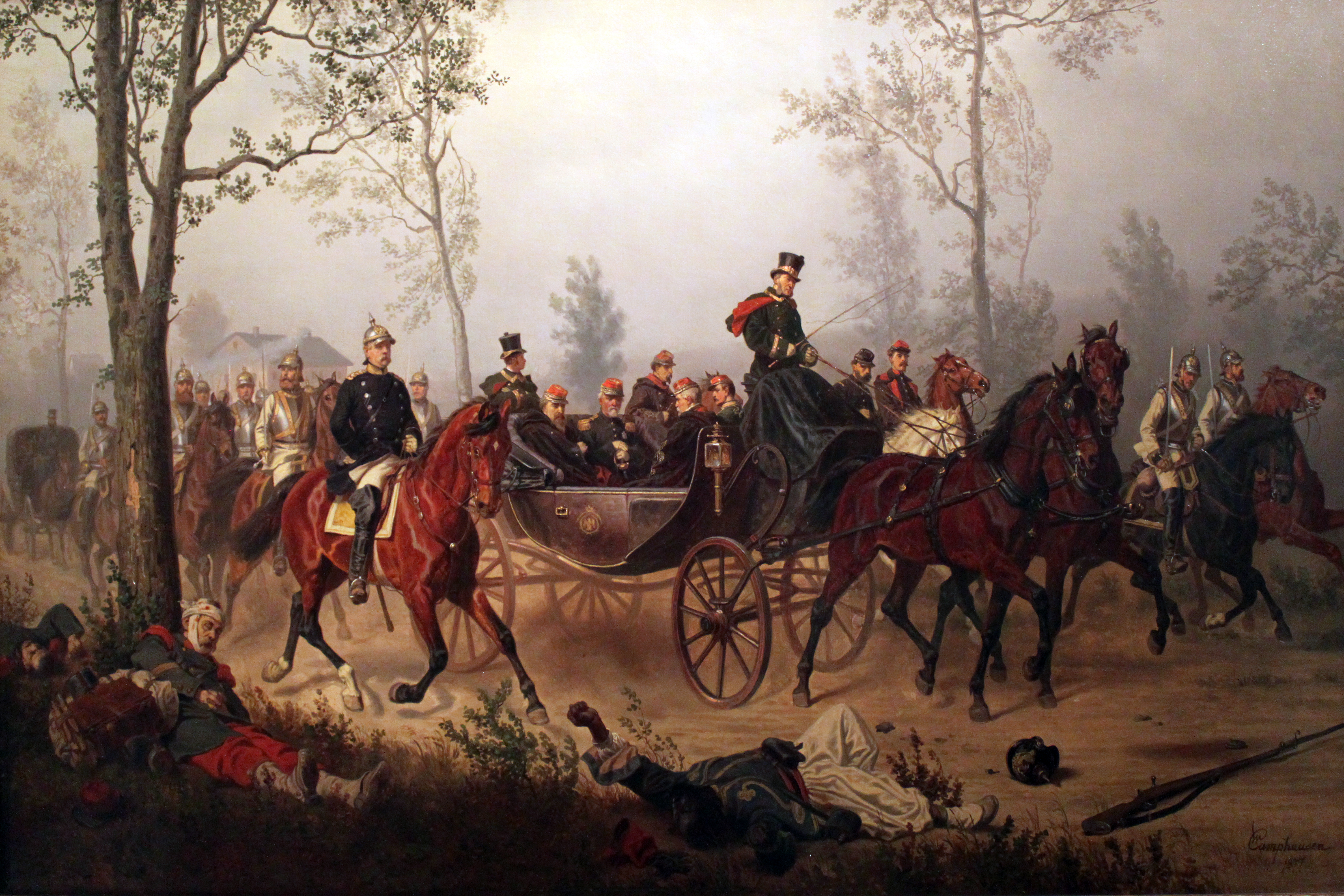
Канцлер Бісмарк супроводжує Наполеона Третього після поразки французів під Седаном. Німецький історичний музей, Берлін.
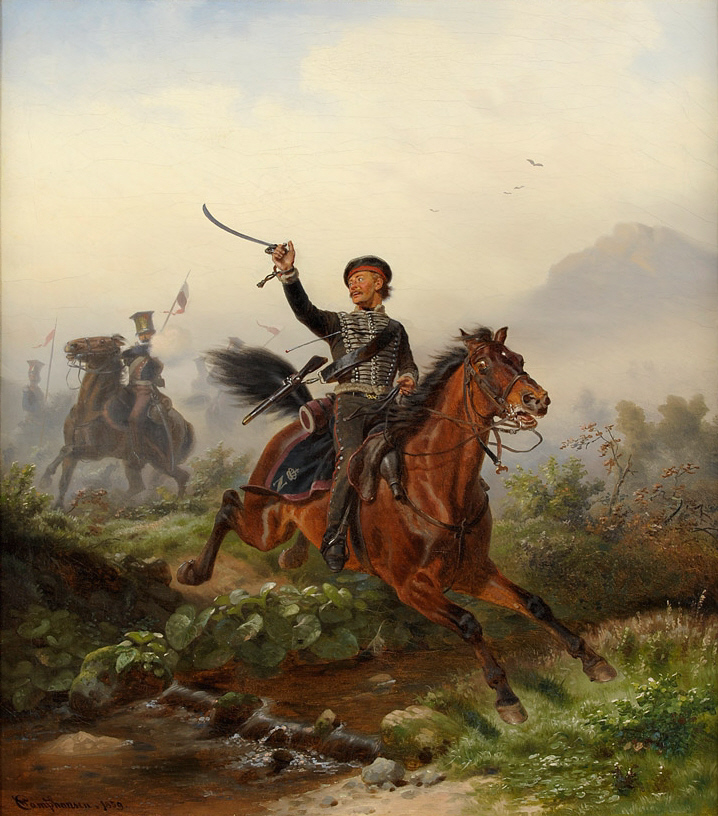
Фельдмаршал Блюхер у юності (гусарський офіцер). Дюсельдорфський аукціонний будинок.
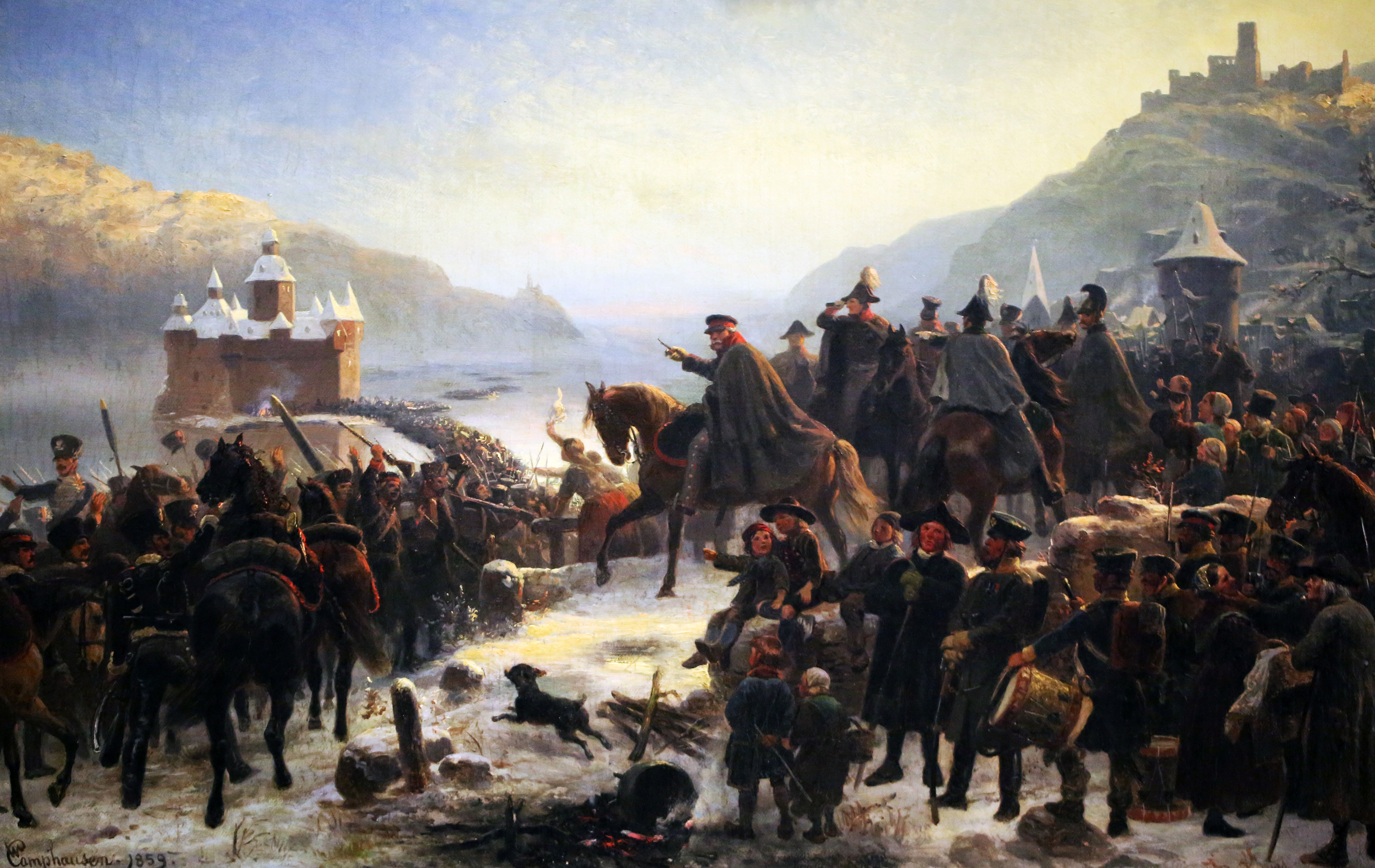
Армія фельдмаршала Блюхера в 1814 переходить на французький берег Рейну біля фортеці Пфальцграфенштайн. Музей Середнього Рейну, Кобленц.
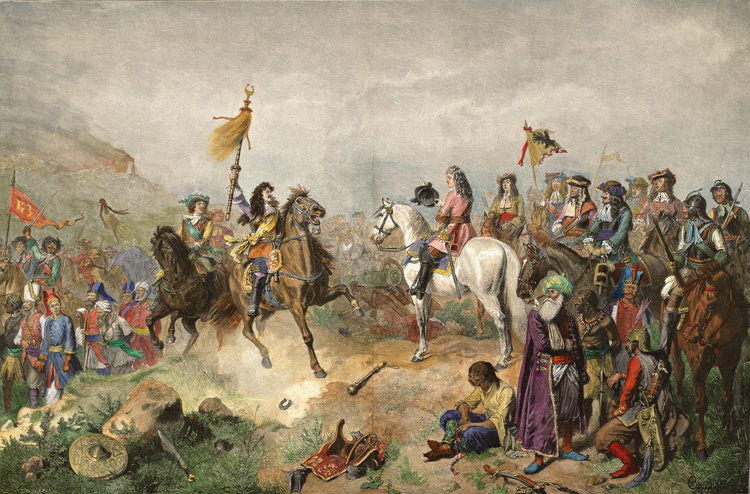
Перемога австрійців над турками при Мохачі 1687 року.
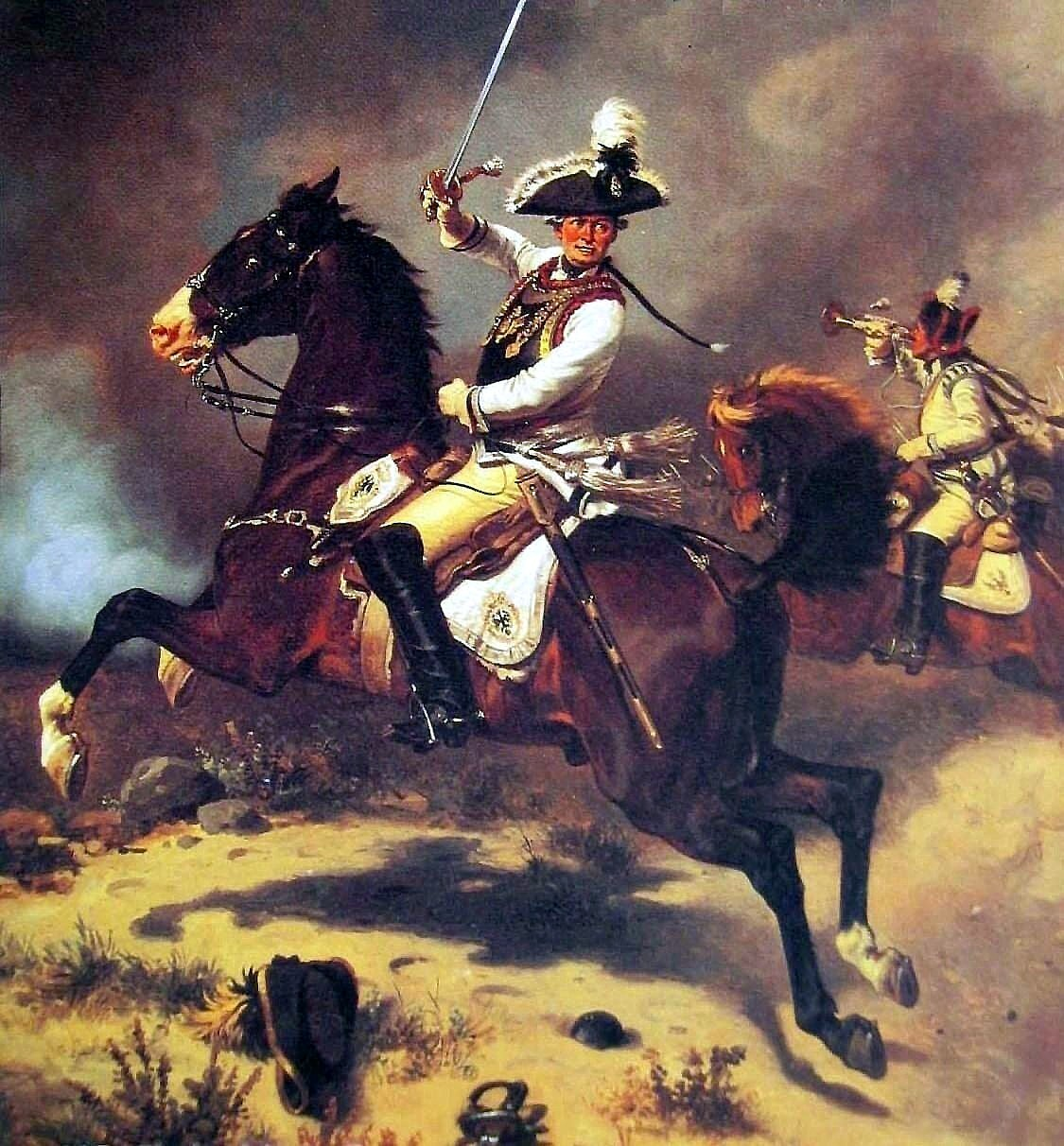
Генерал Зейдліц у битві при Цорндорфі.